# Есперантско дружество „Лумо“
Есперантско дружество „Лумо“ – Велико Търново е основано на 1 май 1896 г. в Търново, за да пропагандира международния език есперанто. Съществува до 1944 г.
Дейността на това дружество се изразява в организиране на курсове за изучаване на езика, поддържане на библиотека с подходяща литература, устройване на литературно-музикални вечеринки. През 1907 г. в Търново се свиква конгрес, на който се основава Български есперантски съюз. Велико Търново е домакин на първата ученическа есперантска конференция, която се е провежда на 4 – 5 май 1926 г. Основатели на дружеството са Ангел Мирчев, Парашкева Мутафов, Стефан Върбанов, Димитър Касабов, Александър Юрданов, Никола Хараламбиев, А. Каназирски, Петко Медникаров (Волканчето).
Архивът на дружеството се намира във фонд № 996К в Държавен архив – Велико Търново. Той се състои от 16 архивни единици от периода 1896 – 1936 г.